# Акиле Адријен Пруст
Акиле Адријен Пруст (фр. Adrien Achille Proust; Париз, 18. март 1834 — 26. новембар 1903) је био француски епидемиолог и хигијеничар. Био је отац романописца Марсела и доктора Робера Пруста.

## Биографија
Рођен је 18. марта 1834. у Паризу. Студирао је медицину, а 1862. докторирао. Године 1863. радио је као кувар клинике, а 1866. стекао је агрегацију тезом Des différentes formes de ramollissement du cerveau (О различитим облицима церебралног омекшавања). Године 1869. послат је у мисију у Русију и Иран где истражује колеру. Посетио је у свом путовању и Атину, Цариград, Месину и неколико локација у Немачкој.
Био је професор хигијене на медицинском факултету у Паризу и главни лекар у Отел Дју. Био је члан комитета за јавно здравље Француске и Националне медицинске академије (од 1879), радио је као његов секретар од 1883. до 1888.
Године 1888. Акиле Адријен Пруст, као и многи лекари његовог доба, веровали су да мастурбација може довести до хомосексуалности. Послао је свог сина Марсела у јавну кућу са десет франака. Ово непријатно искуство, као и оно што се тамо догодило, испричао је у писму свом деди.
Акиле Адријен Пруст се помиње у Љубав у доба колере, делу Габријела Гарсија Маркеса из 1985. године.

## Дело
Са неурологом Гилбертом Балетом био је аутор књиге о неурастенији под насловом L'hygiène du neurasthénique (1900). Касније је преведена на енглески језик и објављен као The treatment of neurasthenia (1903). Међу осталим делима су му и:
- Traité d'hygiène publique et privée, 1877 – студија о јавној и приватној хигијени.
- La défense de l'Europe contre le choléra, 1892 – одбрана Европе од колере.
- La défense de l'Europe contre la peste, 1897 – одбрана Европе од бубонске куге.[5][6]